# Công giáo tại Israel
Giáo hội Công giáo ở Israel và Lãnh thổ Palestine là một phần của Giáo hội Công giáo Hoàn vũ, trong sự hiệp thông đầy đủ với Tòa thánh ở Rome.

## Tổng quan
Có khoảng 200.000 Kitô hữu ở Israel và vùng lãnh thổ Palestine, chiếm khoảng 1,5% tổng dân số. Các Giáo hội Công giáo lớn nhất bao gồm 64.400 người Công giáo Melkite Hy Lạp, 32.200 người Công giáo La tinh và 11.270 người Công giáo Maronite.
Các khu vực pháp lý của bảy Giáo hội Công giáo đan xen nhau ở Israel: Armenia, Chaldean, Melkite Hy Lạp, Latin (Roman), Maronite và Syriac. Tổ chức Công giáo Coptic cũng có đại diện ở đây. Ngoài ra, còn có sự hiện diện của Linh mục Giám quản Đất Thánh thuộc Dòng Phanxicô, Địa phận Lãnh thổ Trung tâm Notre Dame của Jerusalem, và tổ chức Opus Dei có sự hiện diện pháp lý ở Israel và vùng lãnh thổ Palestine. Tòa Thánh được đại diện bởi Sứ thần Tòa Thánh tại Jaffa-Tel Aviv cho Israel và Khâm sứ Tòa Thánnh tại Jerusalem cho Palestine.

## Đại diện Tòa thánh
Tòa Thánh hiện đang được đại diện bởi một Sứ thần Tòa Thánh tại Israel và một Khâm sứ Tòa Thánh ở Jerusalem của Palestine. Tại thời điểm này, cùng một vị đãm nhận cả hai vai trò này, đó là Tổng giám mục Giuseppe Lazzarotto. Ngoài ra, ông còn đảm nhận vai trò Sứ thần Tòa Thánh tại Síp.
Vào tháng 6 năm 1762, một mối quan hệ ngoại giao được thành lập tại Ottoman Syria, bao gồm cả vùng Palestine.
Vào tháng 3 năm 1929, bản tóm tắt ngoại giao cho người Anh Palestine đã được gửi cho Khâm sứ tại Cairo.
Vào ngày 11 tháng 2 năm 1948, với Giáo hoàng Piô XII bằng quyền lực giáo hoàng quyết định thiết lập Đại diện Tòa Thánh tại Jerusalem của Palestine, Jordan và Síp.
Vào tháng 12 năm 1993, Toà Thánh và Nhà nước Israel chính thức thiết lập quan hệ ngoại giao, thiết lập sự hiện diện của Sứ thần Tòa Thánh tại Israel.